# The Ambassadors of Death
The Ambassadors of Death (Los embajadores de la muerte) es el tercer serial de la séptima temporada de la serie británica de ciencia ficción Doctor Who, emitido originalmente en siete episodios semanales del 21 de marzo al 2 de mayo de 1970.

## Argumento
Con UNIT encargada de la seguridad, el programa espacial británico, bajo el control del profesor Ralph Cornish, supervisa el lanzamiento de la sonda Recovery Seven, que ha sido enviada a órbita para contactar con la Probe Seven, perdida en Marte, y sus dos astronautas, que perdieron contacto con la Tierra ocho meses atrás. El piloto de Recovery Seven, Van Lyden, hace contacto, pero es silenciado por un sonido precedente no terrestre. Ese sonido preocupa al Doctor, que viaja con su asistente Liz Shaw al centro espacial para investigar la situación, ofreciendo ideas sobre el origen y significado del sonido, que interpreta como mensajes codificados. También identifica un mensaje de respuesta enviado desde la Tierra, localizándose su origen en un almacén a siete millas de distancia. Dirigidos por el Brigadier Lethbridge-Stewart, las tropas de UNIT atacan el almacén y se envuelven en un tiroteo con tropas organizadas del general Charles Carrington.
Mientras tanto, Recovery Seven ha vuelto a la Tierra, y mientras UNIT la está transportando, más tropas de Carrington hacen una emboscada y roban el vehículo. El Doctor lo localiza, pero para entonces está vacío. Carrington se ha asegurado de que su contenido, tres astronautas con traje espacial, estén en otra parte, alimentándoles con radiación para mantenerles con vida. Sir James Quinlan, el ministro de tecnología, presenta a Carrington al Doctor, y este explica que es el director del nuevo departamento de seguridad espacial, y que sus acciones fueron para proteger a los astronautas, ya que habían sido infectados con radiación contagiosa. Quinlan dice que no querían que cundiera el pánico entre la población, así que Carrington había estado actuando con autoridad.
Para cuando Carrington lleva al Doctor y sus amigos a conocer a los astronautas, la situación ha vuelto a cambiar. Un criminal llamado Reegan ha organizado su secuestro, matando a los soldados y científicos que les protegían. Cuando el Doctor y Liz examinan la situación, descubren que el tejido humano no hubiera podido resistir el grado de radiación emitido a los astronautas, que todavía están en órbita, lo que significa que los tres trajes espaciales contenían criaturas alienígenas en su lugar. Reegan ahora efectúa el secuestro de Liz Shaw para que ayude a su propio científico, Lennox, un profesor de Cambridge caído en desgracia, a mantener a los alienígenas mientras ellos son encarcelados. Juntos construyen un dispositivo para comunicarse y controlar a los alienígenas, que son enviados a un ataque descomunal al centro espacial, matando a Quinlan y otros. Liz más tarde ayuda a Lennox a escapar, pero su intento de libertad será cortado por la venganza del despiadado Reegan.
A pesar de la obstrucción de las autoridades, Ralph Cornish está decidido a organizar otro vuelo espacial a Marte para investigar la situación. Con Quinlan muerto, el Doctor decide pilotar el Recovery Seven él mismo. Mientras se prepara para despegar, Reggan intenta sabotear la nave incrementando la alimentación de la variante M3, pero el Doctor sobrevive al intento de asesinato y tiene éxito en pilotar la nave hasta que se conecta a un enorme transbordador espacial orbitando Marte. A bordo de la nave, el Doctor descubre a los tres astronautas originales, que están ilesos, pero han sido manipulados mentalmente para creer que están en cuarentena. Una criatura alienígena se revela al Doctor y le explica que los humanos están retenidos a bordo del trasbordador hasta el regreso seguro de sus embajadores alienígenas. Habían sido enviados a la Tierra siguiendo un tratado entre su raza y la humana, pero los términos del acuerdo están rotos por la detención de sus embajadores. El Doctor ofrece su garantía personal de que ayudará a devolver a los embajadores a su nave nodriza y resolver el conflicto antes de que se declare la guerra, y le permiten abandonar la nave alienígena y volver a la Tierra.
Cuando el Doctor aterriza, Reegan le gasea y le secuestra, y después le lleva con Liz. Reegan revela entonces a quien le paga, y el verdadero organizador de la situación: el general Carrington. El general revela que sus acciones se han visto motivadas por la xenofobia que provocó su propio encuentro con los alienígenas cuando pilotaba la Mars Probe Six algunos años atrás. Su copiloto, Jim Daniels, fue asesinado al contactar con los alienígenas, y el general firmó el tratado con ellos para atraer a tres de ellos a la Tierra, donde esperaba poder descubrir sus verdaderos planes de invasión. El uso de los embajadores para matar gente lo hizo para levantar la opinión pública en contra de ellos. La siguiente fase de su plan es obligar a los embajadores a confesar su trama en la televisión pública. Dejando al Doctor y Liz trabajando en un dispositivo de comunicación nuevo y mejorado para traducir a los alienígenas, Carringston se marcha al centro espacial, donde tiene como objetivo desenmascarar a los embajadores alienígenas ante los ojos del mundo, y después invocar a los poderes de la Tierra para que derriben la nave espacial.
Los soldados de UNIT atacan la base secreta y rescatan al Doctor y Liz, arrestando a Reegan y sus secuaces. El Doctor se dirige al centro espacial, y el Brigadier y él arrestan a Carrington antes de que pueda hacer su retransmisión. Tristemente, se lo llevan, mientras protesta que sólo seguía su deber moral. El Doctor hace que Cornish y Liz envíen a los embajadores de vuelta a su propia gente, tras lo cual los tres astronautas humanos serán devueltos.

### Continuidad
En el primer episodio, el Doctor hace una referencia a la destrucción de los silurians por parte del Brigadier al final del serial anterior. Benton ha sido promocionado a cabo desde su aparición en The Invasion (1968).

## Producción
| Episodio          | Fecha de emisión    | Duración | Espectadores en millones | Estado en el archivo                       |
| ----------------- | ------------------- | -------- | ------------------------ | ------------------------------------------ |
| Episodio 1        | 21 de marzo de 1970 | 24:33    | 7,1                      | Cinta original en PAL                      |
| Episodio 2        | 28 de marzo de 1970 | 24:39    | 7,6                      | Restauración de color por puntos de chroma |
| Episodio 3        | 4 de abril de 1970  | 24:38    | 8,0                      | Restauración de color por puntos de chroma |
| Episodio 4        | 11 de abril de 1970 | 24:37    | 9,3                      | Restauración de color por puntos de chroma |
| Episodio 5        | 18 de abril de 1970 | 24:17    | 7,1                      | Restauración de color PAL D3               |
| Episodio 6        | 25 de abril de 1970 | 24:31    | 6,9                      | Restauración de color por puntos de chroma |
| Episodio 7        | 2 de mayo de 1970   | 24:32    | 6,4                      | Restauración de color por puntos de chroma |
| [ 2 ] [ 3 ] [ 4 ] |                     |          |                          |                                            |

Cuando se desarrolló esta historia originalmente, tenía como protagonistas al Segundo Doctor y sus últimos acompañantes, Jamie McCrimmon y Zoe Heriot. Así, estaba ambientada en el futuro y no incluía a UNIT. Cuando los tres actores abandonaron el programa al final de la temporada anterior, se reescribió para incluir los consecuentes cambios. El editor de guiones original, David Whitaker, se mostró incapaz de escribir para el nuevo formato y reparto, de ahí las colaboraciones de Trevor Ray, Terrance Dicks y Malcolm Hulke. Todas las partes implicadas acordaron dejar el crédito sólo a Whitaker, al ser este último serial de Doctor Who que incluiría su nombre. En una entrevista años más tarde, Terrance Dicks narró la experiencia de reescribir la historia de Whitaker:

Una de las situaciones que heredé (como editor de guiones de Doctor Who) fue Ambassadors of Death y el continuo enredo que tenía. David Whitaker... iba por el cuarto o quinto borrador y había llegado al punto de que cuanto más escribía, peor se ponía. Lo que ocurría era que la necesidad por el guion era muy urgente y me presente ante los productores, Peter Bryant y Derrick Sherwin y les dije, "Mirad, llevamos cinco borradores de esto. David está harto, no sabe qué hacer. Lo que necesitamos es pagar el salario de David, y Mac (Hulke) y yo lo terminaremos". Y eso es básicamente lo que hicimos. Me aseguré de que a David le pagaran por los guiones completos, por las molestias que se había tomado, y Mac y yo tomamos el esqueleto de su historia y casi hicimos como con The War Games, escribimos guiones muy rápidamente, y ya está. Tenía sus momentos, sin embargo.

Entre los títulos provisionales se incluyen The Invaders from Mars (Los invasores de Marte) y The Carriers of Death (Los portadores de muerte). Los títulos de crédito de esta historia empiezan con la cabecera tradicional, e inmediatamente hacen fundido en negro tras el título. En el episodio uno hay un pequeño avance, y en los episodios 2 a 7 se repite el cliffhanger del episodio anterior. Después, con un "grito" aparece en zoom el título. Este experimento de cabecera no se repitió nunca más. Fue la primera historia en la que se incluyó el "grito" en los títulos de cierre. Lo añadió Brian Hogson del BBC Radiophonic Workshop para mejorar la secuencia de créditos de cierre.
El rodaje en exteriores se hizo entre enero y febrero de 1970 en el Blue Circle Cement en Kent, Marlow Weir en Buckinghamshire, Southall Gas Works en Middlesex, y varias localizaciones en Aldershot, Hampshire. Después la grabación en estudio se hizo entre febrero y marzo de 1970. El alienígena bajo el traje espacial se logró colocando la cara del actor bajo maquillaje azul, tejido y látex. Como era incómodo para los actores, el maquillaje se ponía poco antes de que salieran a rodar. Como se suponía que la historia estaba ambientada a finales de los setenta, el traje espacial se diseñó de forma futurista.

## Recepción
El historiador cultural James Chapman ha escrito sobre las conexiones entre este serial de Doctor Who y anteriores programas de ciencia ficción. The Quatermass Experiment (1953), por ejemplo, tenía una historia similar sobre astronautas poniendo en peligro a la humanidad tras entrar en contacto con extraterrestres. Chapman también se refirió a la serie de los sesenta de Gerry Anderson Captain Scarlett and the Mysterons, cuyos alienígenas epónimos son otra raza de marcianos malvados.
Patrick Mulkern de Radio Times señaló que las revisiones del guion provocaron una "trama irregular" y un anticlimax, y escribió que "la narrativa parece atemporal, una carrera a tumbos, a veces emocionantes, pero sin ningún final claro a la vista". Sin embargo, alabó los cliffhangers y la dirección, así como la interpretación de Pertwee y John. Ian Berriman, revisitando el lanzamiento el DVD para SFX, le dio al serial tres estrellas sobre cinco. Lo describió como un "tiro fuera del objetivo", encontrando los primeros episodios "prometedores", pero después pensó que la historia no tenía argumento suficiente para continuar durante siete episodios, y mantener el seguimiento sobre la conspiración entre los distintos personajes era "tedioso y confuso".

## Lanzamientos en VHS, DVD y CD, y restauración
Aunque la historia completa se grabó en cinta de video en color, sólo el primer episodio se conserva en este formato. De hecho, es el episodio más antiguo que se conserva en su formato original en cinta de video, tanto en color como en blanco y negro. Los seis episodios restantes se conservaron sólo como copias en película en blanco y negro y grabaciones domésticas en color hechas a partir de una retransmisión en Estados Unidos en los setenta. Esta grabación estaba severamente afectada por interferencias que a veces hacían la imagen completa ilegible.
En mayo de 2002, el Doctor Who Restoration Team, para el lanzamiento en VHS combinó la información de color útil de la grabación doméstica con la imagen en blanco y negro de las copias en celuloide, creando una imagen en color de alta calidad. Con esto, casi la mitad del serial se presentó en color, incluyendo los episodios 1 y 5 completos, y fragmentos de los episodios 2, 3, 6 y 7. El resto del metraje, incluyendo el episodio 4 íntegro, no se pudo restaurar, y así se quedó en blanco y negro.
En 2009, se grabaron comentarios para un futuro lanzamiento en DVD, participando Caroline John, Nicholas Courtney, Michael Ferguson, Peter Halliday, Derek Ware y Terrance Dicks. En la edición de la revista británica WIRED de enero de 2001, se incluyó un artículo sobre la recolorización de la historia. Se decía en el artículo que el Restoration Team esperaba entregar a la BBC una versión íntegramente restaurada en color "en unas semanas". En el número 430 de Doctor Who Magazine, se anunció el DVD, pero después se retrasó por dificultades en la restauración. Así, se retrasó hasta 2012, cuando el número 449 de Doctor Who Magazine confirmó que la versión íntegramente en color saldría pronto en DVD. Después se anunció que la historia saldría en DVD el 1 de octubre de 2012. Entre los extras del DVD hay un documental titulado Mars Probe 7: Making the Ambassadors of Death. Aunque David Whitaker es el único acreditado en los episodios reales, en la carátula del DVD se acredita como guionistas a Whitaker, Malcolm Hulke y Trevor Ray.
El audio original se publicó en CD en agosto de 2009 con narració de Caroline John.